# Zsigmond Hollós
Zsigmond Hollós (14. května 1878 Šoproň – 14. září 1948 Manhattan, New York) byl rakouský konstruktér, vynálezce a obchodník. 

## Život
Jméno Zsigmonda Hollóse je uvedeno ve Vyhlášce c. a k. armády v roce 1906 v souvislosti s jeho příslušností k pevnostnímu dělostřeleckému regimentu.
Soukromý život poodhaluje oznámení o zasnoubení s Markétou Mendlovou. Následovalo svatební oznámení otištěné v Listech pojizerských. Jeho nastávající Markéta Mendlová pocházela z Mnichova Hradiště a proto byla volba místního čtrnáctideníku přirozená.

## Patenty
První zmínka o díle Zsigmonda Hollóse je uložena v archivu Patentového úřadu ve Vídni, kde si dne 14.1.1914 podal patentovou přihlášku AT83541B společně s firmou Östereichische Fiat-Werke Aktiongesellschaft. Patent byl publikován v časopise AUTO v roce 1922. Následoval patent mechanismu sklápěcí korby nákladního automobilu č. AT70680B. Firma Östereichische Fiat-Werke Aktiongesellschaft později fúzovala s firmou Austro – Daimler, kde měl Hollós získat funkci šéfkonstruktéra. Dne 14. července 1916 se zúčastnil slavnostního otevření první zkušební stolice pro užitková vozidla v Rakousku, která byla umístěna v .c. k. Technickém výzkumném ústavu pro motorová vozidla. V roce 1920 na výstavě automobilů v Praze vystupoval jako zástupce firmy Bayerische Motoren Werke.
Dne 9. prosince 1924 si založil svou vlastní konstrukční kancelář ve Vídni, Porcellangasse 49.  Předmětem podnikání bylo zhotovování konstrukčních plánů pro stroje a technické zboží a obchod se stroji a technickými předměty všeho druhu. Zsigmond Hollós získal obchodní zastoupení firmy A.-G. der Eisen- und Stahlwerke vom Georg Fischer pro Rakousko. Za sídlo  této firmy uváděl nejprve Singen v Bádensku, později  Schaffhausen ve Švýcarsku.
Pouze pod svým jménem podal několik dalších patentů.

## Po 1. světové válce
I když Velká válka skončila, připravovaly se státy na obranu. Dle vojenských expertů nemá být příští konflikt statický: velké přesuny lidi, materiálu a zbraní v těžkém terénu, který zvládnou jen auta s minimálně se dvěma poháněnými nápravami. Pro civilní sféru byly tyto vozy ekonomicky nevýhodné, jednalo se tedy o hlavně o vozidla pro armádu. Informace spojené s armádou jsou vždy utajovány; obchodní tajemství jsou také velkou překážkou. To jsou důvody, proč o činnosti techniků na tomto poli není dost informací. 
Dobrou průchodnost terénem zvládnou jen automobily, jejíchž kola mají nepřetržitý kontakt s podkladem. Tehdy převládalo přesvědčení, že tento úkol nezvládnou vozy s pevnými nápravami. Konstruktéři hledali řešení v nápravách nezávislých, nejčastěji kyvných. 
Dnes jsou jedinými automobily s kyvnými nápravami pouze automobily Tatra. Ve třicátých letech dvacátého století vyráběly jen v českých zemích takové automobily tři automobilky: Tatra, Praga a Škoda. Podobných konstrukcí bylo po Evropě několik. 

## Konstrukce Zsigmonda Hollóse
Společně s Viktorem Langerem podal dne 10. května 1928, přihlášku patentu v Rakousku, který měl číslo A 3325-28 a Švýcarsku, který měl číslo CH140889A. Na rozdíl od většiny konstrukcí nebyl páteřový rám vytvořen centrální rourou, ale dvěma navzájem spojenými "U" profily. Na rám byly otočně připevněny (polo)nápravy. Polonáprava byla vlastně uzavřená převodová skříň s pastorkem a talířem. Hnací hřídel (kardan), vstupoval do této skříně otvorem, který se dal snadno utěsnit  těsnicím kroužkem Simmering. To byla výhoda proti konstrukci Hanse Ledwinky (Tatra), kde musel být převod pastorku a talíře chráněn před prachem koženým měchem. Ve srovnání s koncepcí Tatra vynikne počet kardanů, protože v Hollosóvě konstrukci má každá (polo)náprava svůj hnací hřídel. Navíc nebyly hřídele chráněny před mechanickým poškozením, protože nebyly chráněny žádným krytem. Tuto skutečnost presentoval konstruktér jako výhodu, která umožňovala snadnou výměnu hřídelů. Na svoji konstrukci získal Hollós několik patentů. V časopise Militärwissenschaftliche Mitteilungen je otištěno schéma Hollósova patentu.

## Prodej patentů
Po získání patentů začal jednat s automobilkami o jejich uplatnění. Nejrychlejší realizace se dočkal u firmy Weiss Manfréd Acél- és Fémművek (Manfréd Weiss, ocelárny a strojírny) v Budapešti na ostrově Csepel. Třínápravový automobil 30.M WM H-1 šéfkonstruktéra ing. Jánose Korbuly měl poháněné zadní dvě nápravy, motor o výkonu 60 koní a nosnost 2 800 kg. Vyrobilo se 10 kusů těchto strojů. Další typ 31.M WM H-2 měl již motor o výkonu 70 koní a byl vybaven navijákem. Celkem se vyrobilo 54 kusů typu H2. Oba typy měly na předním nárazníků ocelové válce, které pomáhaly překonávat terénní překážky.
Tyto válce použila také automobilka Rába Magyar Vagon- és Gépgyár z maďarského Györu na svém voze Rába 38M Botond. Ten měl také nezávislé nápravy, ale byla to prokazatelně konstrukce jiného maďarského strojaře (Dezső Winkler).
V roce 1931 použil šéfkonstruktér Ing. Oskar Hacker patent Zsigmonda Hollóse při konstrukci automobilu Austro – Daimler, typ ADG, neboli Austro – Daimler – Geländeschnelllasrwagen. Popis ADG:
- šestiválcový čtyřtaktní OHV benzínový motor o objemu 4 000 cm³; vrtání 85 mm ; zdvih 115 mm
- výkon 60 koňských sil při 2000 otáček/min
- motor z lehkého kovu s vložkami válců ze šedé litiny
- sedm rychlostních stupňů vpřed a tři vzad
- užitečná hmotnost pro jízdu v terénu je 2 tuny; na silnici 3 tuny[21]

Vyrobeno jich bylo nejméně 180 kusů. Automobilů Austro – Daimler ADGR bylo v letech 1936–1940 vyrobeno 361 kusů. Reportáž o cestě Evropou s působivými fotografiemi vozu Austro-Daimler v těžkém terénu vyšla v časopise Allgemeine Automobil-Zeitung.
S českou automobilkou Škoda začal vyjednávat už v roce 1928. Vyjednávání se protahovala, ale nakonec byl funkční prototyp automobilu s Hollósovým podvozkem vyroben a testován. Ale zpoždění bylo tak velké, že automobilka musela začít s výrobou šestikolových vozů, dle schválené dokumentace Ministerstvem obrany podle návrhu své projekční kanceláře. Naštěstí pro Hollóse byl rozjednán i další projekt. Tentokrát nesouvisel s armádou ani s terénem. Byly to projekt aerodynamických šestikolových autobusů pro dálkové jízdy z kreslícího prkna Ing. Oldřicha Meduny. Menší autobus dostal typové číslo Š 532 a větší Š 536. Menší autobus, vyrobený pouze v jediném exempláři měl volant uprostřed. Do začátky války byly vyrobeny pouze 2 kusy větších autobusů typu Š 536. Ani teď se nemohlo mluvit velkém obchodu. 
Ing. Oldřich Meduna se pod vedením Ferdinanda Porscheho podílel na konstrukci těžkého kolového tahače Škoda RSO (Radschlepper Ost) a modifikoval Hollósovo řešení pohonu čtyř kol. Také RSO mělo pro každé kolo svůj hnací hřídel, ale nápravy byly tuhé. Tím byla hlavní přednost Hollósova řešení nevyužita. Hlavním důvodem použití dvou hřídelů (na jednu nápravu) byl přenos velkého točivého momentu bez rizika poškození. Tento traktor byl určen k tahání automobilů a děl po rozbahněných ukrajinských a ruských cestách při postupu na východ. Nakonec našel uplatnění při tahání techniky při ústupu na západ. Dalším nezamýšleným uplatněním bylo trhání pražců železničních tratí. Traktorů bylo vyrobeno 206 kusů.
Rychleji probíhala jednání s automobilkou Laffly. Ta patent odkoupila a automobily začala vyrábět. Zájem armády o vozy Laffly nestačila automobilka sama uspokojit, a tak zapojila i firmy Hotchkiss a Citroen.
Pro svou podobnost s terénními vozy Laffly S45T uvádějí některé zdroje účast Hollóse na konstrukci švédského vojenského automobilu Volvo TVB (Terrängvagn m/1940 typ TVB; Terrängdragbil m/40,Tbil m/40) nebo jeho nástupce Volvo TVC (Terrängdragbil m/ 42). Tato spolupráce měla probíhat od roku 1937. Se Švédským královstvím, konkrétně se švédským námořnictvem spolupracovala paradoxně i firma Škoda. Do jejich výzbroje jim dodala 18 automobilů, také s nezávislým pohonem kol, ale své vlastní konstrukce. Možná kvůli této dodávce některé zdroje uvádějí, že se Volvo inspirovalo koncepcí Škoda. Z důvěryhodnějšího zdroje je potvrzeno, že k dodávkám vozů Škoda do Švédska došlo až v roce 1940.